# 880 (szám)
A 880 (római számmal: DCCCLXXX) egy természetes szám.

## A szám a matematikában
A tízes számrendszerbeli 880-as a kettes számrendszerben 1101110000, a nyolcas számrendszerben 1560, a tizenhatos számrendszerben 370 alakban írható fel.
A 880 páros szám, összetett szám, kanonikus alakban a 24 · 51 · 111 szorzattal, normálalakban a 8,8 · 102 szorzattal írható fel. Húsz osztója van a természetes számok halmazán, ezek növekvő sorrendben: 1, 2, 4, 5, 8, 10, 11, 16, 20, 22, 40, 44, 55, 80, 88, 110, 176, 220, 440 és 880.
Hétszögalapú piramisszám.
A 880 négyzete 774 400, köbe 681 472 000, négyzetgyöke 29,66479, köbgyöke 9,58284, reciproka 0,0011363.